# Acacia multiflora
Acacia multiflora é uma espécie de leguminosa do gênero Acacia, pertencente à família Fabaceae.